# J. B. Judkins Company
Die J. B. Judkins Company (kurz: Judkins) war ein US-amerikanischer Hersteller von Kutschen und Automobilkarosserien. Judkins gilt neben Brunn, LeBaron und Rollston als eines der klassischen Karosseriebauunternehmen der USA. Eine besonders intensive Geschäftsbeziehung bestand vor dem Zweiten Weltkrieg zu Fords Oberklassemarke Lincoln.

## Unternehmensgeschichte

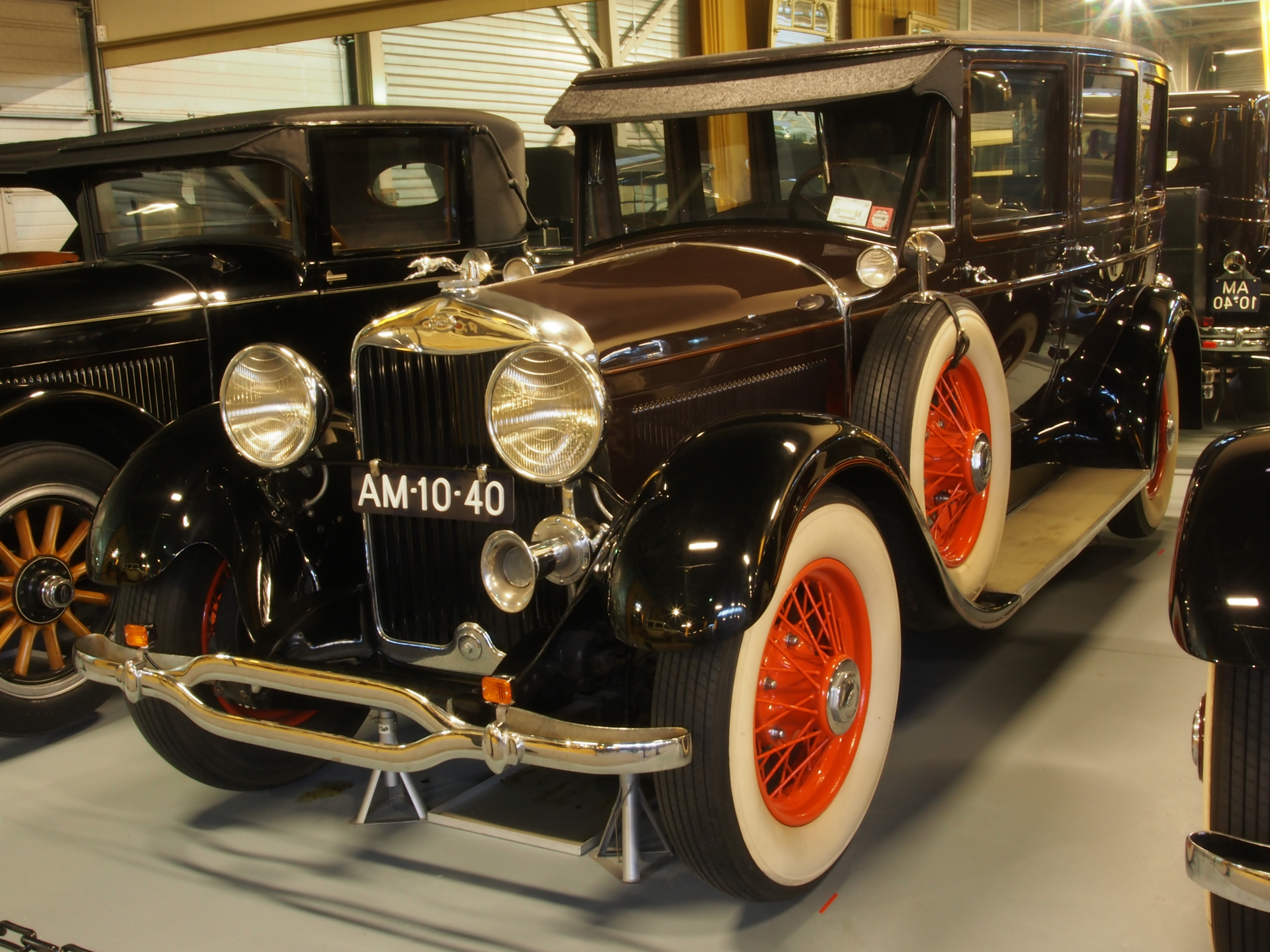
Lincoln 172C Limousine mit Judkins-Aufbau (1929)

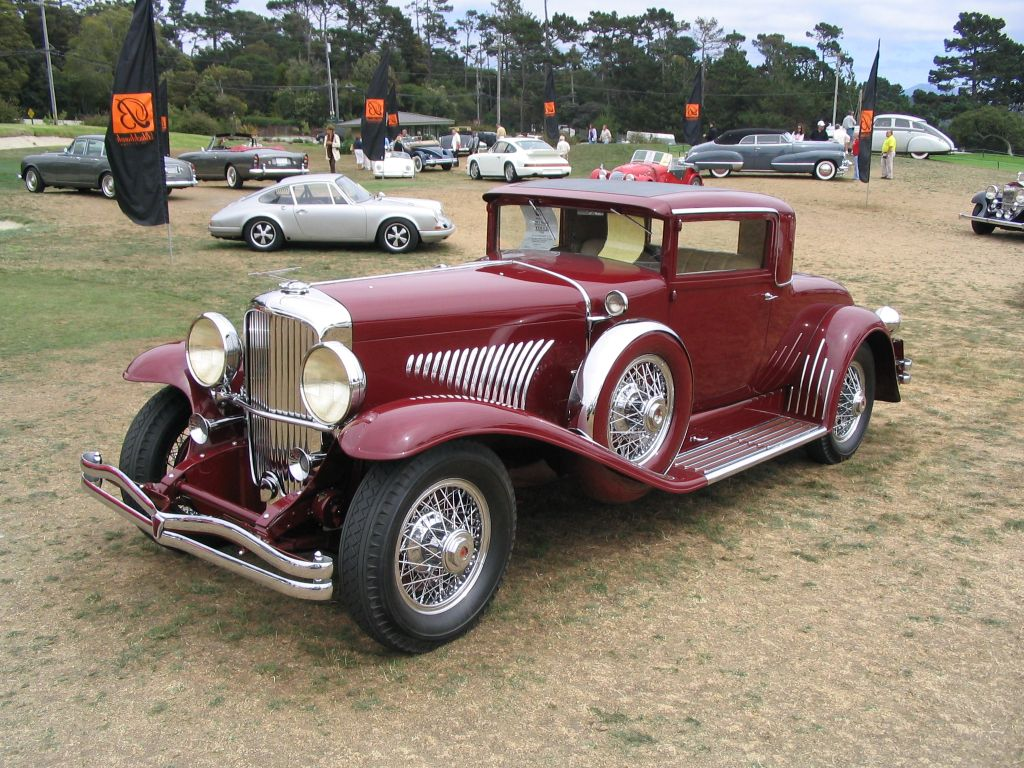
Duesenberg Model J mit Judkins-Karosserie (1932)

### Kutschenbau
Die J. B. Judkins Company hatte ihre Wurzeln in der Mitte des 19. Jahrhunderts. Im Jahr 1857 gründete der 22 Jahre alte John B. Judkins in der Stadt Amesbury (später: Merrimac) zusammen mit Isaak B. Little den Stellmacherbetrieb Judkins & Little. In den folgenden Jahrzehnten gab es zahlreiche Wechsel von Investoren, in deren Folge das Unternehmen mehrfach umfirmiert wurde. Zeitweise hieß es Judkins & Goodwin, später Judkins & Haskell und ab 1883, nachdem der Sohn des Gründers zum Teilhaber geworden war, John B. Judkins & Son. 1909 schließlich erhielt das Unternehmen die Bezeichnung J. B. Judkins Company.
Judkins stellte zunächst hochwertige Pferdefuhrwerke her. Bereits 1897 entstand die erste Karosserie für ein Automobil. Im ersten Jahrzehnt des 20. Jahrhunderts lief bei Judkins die Produktion von Kutschen und Automobilaufbauten parallel; 1910 – im gleichen Jahr wie der Konkurrent Brewster – gab Judkins die Kutschenfertigung vollständig auf.

### Individuelle Automobilkarosserien
Judkins fertigte vor dem Ersten Weltkrieg individuelle Automobilkarosserien für hochwertige Chassis von Mercer, Peerless, Pierce-Arrow und Renault. Die Aufbauten waren zu dieser Zeit in der Gestaltung und Ausstattung auf die Wünsche des jeweiligen Kunden abgestimmt. Eine Serienproduktion gab es nicht. Bereits zu dieser Zeit war Judkins auf geschlossene Aufbauten – eine Karosserieform, die zu Beginn des 20. Jahrhunderts ungewöhnlich und sehr teuer war – spezialisiert.
1919 führte ein Großauftrag von Mercer über 200 offene Karosserien, den Judkins allein nicht abarbeiten konnte, zur Gründung des Tochterunternehmens Merrimac, das in den 1920er Jahren unabhängig geführt wurde und bis 1934 existierte.

### Volumenproduzent für Lincoln
In den 1920er Jahren wandelte sich Judkins durch regelmäßige Aufträge der seit 1922 zu Ford gehörenden Oberklassemarke Lincoln zu einem Serienhersteller. Während Lincolns Standardkarosserien üblicherweise von Murray kamen, lieferte Judkins zusammen mit Brunn und Fleetwood ergänzende Aufbauten, die stilistisch ausgefallener oder höherwertig waren. Auch die Judkins-Aufbauten wurden katalogmäßig von den Lincoln-Händlern angeboten. Lincoln wurde in den 1920er Jahren zu Judkins’ größtem Auftraggeber, hinter den Arbeiten für Duesenberg (27 Exemplare), Packard, Pierce-Arrow und Winton deutlich zurücktraten. Nachdem Judkins 1921 noch sechs Karosserien pro Woche gefertigt hatte, verdoppelte sich der Ausstoß in den folgenden Jahren; 1928 war mit 24 Karosserien pro Woche der Höhepunkt der Auslastung (kurzfristig) erreicht. Im Durchschnitt entstanden bei Judkins bis 1932 etwa 500 Aufbauten jährlich. Von 1929 bis 1939 fertigte Judkins insgesamt 5904 Karosserien für Lincoln, mehr als jeder andere Anbieter.
Infolge der Weltwirtschaftskrise ließ die Nachfrage an hochpreisigen, individuellen Oberklassefahrzeugen landesweit nach. Davon war Judkins ebenso wie andere Karosseriehersteller betroffen. Zwar ließ der Ausstoß bei Judkins in den 1930er Jahren deutlich nach. Während einige Konkurrenten wie Waterhouse oder Brewster allerdings die Karosseriefertigung gänzlich aufgaben, konnte Judkins aufgrund intakter Beziehungen zu Lincoln und Ford die Phase der wirtschaftlichen Depression zu Beginn der 1930er Jahre überstehen.
Judkins’ Automobilkarosserien wurden anfänglich von Walter Yeltan und in den 1920er Jahren von dem Niederländer John F. Dobben (1889–1974) gestaltet. 1930 übernahm Roland L. Stickney die Rolle des Chefdesigners bei Judkins, während sich Dobben um die technische Umsetzung und um die Überwachung der Betriebsabläufe kümmerte.
Judkins’ Karosserien galten üblicherweise als elegant und zurückhaltend. Eine Ausnahme war der Coaching Brougham, ein Einzelstück, das Dobben 1927 für das Chassis eines Lincoln Modell L gestaltete. Die gelb und schwarz lackierte Karosserie war einem Kutschwagen nachempfunden.

### Sterling Diners

Sterling Diner

Ein weiteres Standbein von Judkins war ab 1934 die Fertigung von sogenannten Sterling Diners, d. h. Imbissständen, die in Modultechnik aus gepressten, standardisierten Metallteilen zusammengesetzt wurden. In montiertem Zustand machten sie den Eindruck eines abgestellten Anhängers. Die Sterling Diners sollten eine finanzielle Absicherung des Unternehmens ermöglichen; tatsächlich trugen sie aber zum wirtschaftlichen Niedergang bei. Um den Absatz der über 10.000 US-$ teuren Stirling Diners zu sichern, musste Judkins seinen Kunden Finanzierungsmöglichkeiten anbieten. Als die amerikanische Wirtschaft unmittelbar vor Beginn des Zweiten Weltkriegs eine Schwächephase durchmachte, konnten viele Kunden die Kredite nicht mehr bedienen. Die Ausfälle führten unmittelbar zur Zahlungsunfähigkeit von Judkins.
Die J. B. Judkins Company wurde 1942 insolvenzbedingt liquidiert.